# Inter TV (canal de televisión local)
Inter TV fue un canal de televisión local y autonómico que emitía información económica y opinión política en español, aunque finalmente acabó emitiendo mayoritariamente teletienda. Esta cadena, perteneciente al Grupo Intereconomía y dirigida Luis Vicente Muñoz, fue sustituida por Intereconomía Televisión tras el cese de sus emisiones a nivel nacional.

## Historia
Inter TV (anteriormente Intereconomía Business y más tarde Business TV) surgió el 11 de enero de 2010. La operación se enmarcó dentro de los planes del presidente del grupo, Julio Ariza, y el CEO de Intereconomia Marcial Cuquerella, de hacer un canal para extender los contenidos económicos y políticos en un nuevo canal para que Intereconomía (actualmente El Toro TV) pasara a ser generalista.
Hasta su crisis, esta cadena agrupaba todos los contenidos económicos que emitía Intereconomía. Este canal era visible en Madrid, Valencia y Zaragoza por TDT y en el resto de España a través de algunas plataformas de televisión de pago. Por su parte, Intereconomía TV se transformó en un canal enteramente generalista. Business TV sustituyó a Tribunal TV.
Entre el 1 de marzo de 2011 y febrero de 2012, Canal 4, Clip TV, Menorca TV y Business TV integraron sus emisiones en las Islas Baleares. La televisión resultante se denominaba Canal 4 Business y tenía alcance autonómico gracias a su difusión a través de las tres licencias TDT de Canal 4 para Mallorca, Menorca, Ibiza y Formentera. La programación combinaba la apuesta por la economía y el análisis de los mercados que identifica los programas de Business TV con la producción local y la atención a la actualidad balear que ha caracterizado a Canal 4 durante sus 25 años de emisiones.
Finalmente en septiembre de 2012 se anunció el cese de emisiones de la programación principal de Business TV debido a los problemas financieros que atraviesa el Grupo Intereconomia. Desde entonces, el canal emite redifusiones de Intereconomía además de teletienda. Además, a finales de noviembre de 2012, Business TV cambió su denominación por la de Inter TV.
Tras el fin de su programación, Inter TV emitió la señal de teletienda del canal MQT TV. Finalmente, el 13 de febrero de 2014, el canal fue sustituido por Intereconomía Televisión tras el cese de sus emisiones a nivel nacional.

## Línea editorial
Intereconomía Business / Business TV tenía una línea editorial relacionada únicamente con la economía. Todos sus programas y emisiones eran relacionadas con ésta.

## Programación
Intereconomía Business / Business TV basaba su programación en información de Bolsa a tiempo real, las tertulias de opinión política, programas de actualidad y  divulgación científica.
Al día se emitían varias conexiones informativas, con énfasis en la información económico-financiera (nacionales e internacionales) y oportunidades de inversión y negocio. Las conexiones enlazaban en directo con las bolsas más importantes del mundo, comentarios de analistas y entrevistas con protagonistas del acontecer económico español e internacional.
Era un canal que, debido a su bajo contenido político y de opinión, y al alto grado de información bursátil se restringió a la TDT local de la ciudad de Madrid, pudiéndose sintonizar en el resto del país en algunas plataformas de TV de pago. En el canal autonómico balear Canal 4 Business, resultante de la fusión (solamente en Baleares) entre Canal 4, Clip TV, Menorca TV y Business TV, se emitieron algunos programas de Business TV.
Desde el 1 de septiembre de 2013 hasta el 13 de febrero de 2014, el canal renombrado como Inter TV, emitió principalmente la señal del canal de televenta MQT TV y, en menor medida, redifusiones de Inter TV. (Emitían simultáneamente con Inter TV el programa El gato al agua y los telediarios entre otros programas).

## Premios
Antena de Plata 2011 - Javier García Mateo, director y presentador de Magabussines.